# Массовые убийства в Замфаре (2022)
Массовые убийства в Замфаре в период с 4 января по 6 января 2022 года — серия массовых убийств, совершённых местными бандитами в январе 2022 года в штате Замфара, Нигерия. Погибло свыше 200 человек. Серия убийств была названа крупнейшей террористической атакой в современной истории Нигерии.

## Предыстория
Конфликт с нигерийскими бандитами, в результате которого погибли тысячи людей, начался в 2011 году и связан с конфликтами между фермерами и скотоводами и мятежом «Боко харам». Бандиты совершают нападения в нескольких северо-западных штатах, включая массовые похищения и массовые убийства. Нападения в штате Замфара в 2021 году включают похищение 279 учениц средней школы в Джангебе в феврале и массовое убийство более 50 жителей деревни в Зурми в июне.
До нападений авиаудары правительственных сил 3 января привели к гибели более 100 бандитов и разрушению их баз. Бандиты перебазировались в другом регионе, в котором они и совершили ответные нападения. Несколько дней спустя правительство Нигерии назвало бандитов террористами.

## Убийства
Незадолго до нападений бандиты атаковали стадо из 3 000 голов крупного рогатого скота, но столкнулись с местными военными силами, что привело к перестрелке между двумя сторонами. Превосходящие числом силы Нигерии потерпели поражение, многие из них были убиты. Начались убийства жителей близлежащей деревни.
4 января, примерно в 12:45, бандиты, численность которых оценивается в 300—500 человек, въехали на мотоциклах в город Курфар-Данья, положив начало серии нападений на деревни в районах Анка и Буккуюм в Замфаре. Банды расстреливали жителей деревень, грабили и сжигали их дома. В течение двух дней бандиты осадили города Курфа и Рафин-Геро. Пять различных поселений были разрушены бандитами. Один из выживших рассказал, что бандиты «стреляли во всех, кто попадался им на глаза».
Массовые убийства закончились 6 января, после вмешательства вооружённых сил. В причастности к убийствам был обвинён один из главарей бандитов Белло Турджи.

## Жертвы
Правительство штата Замфара сообщило, что число погибших составило 58 человек. Позже число погибших оценили в 154 человека. Пресс-секретарь министра по гуманитарным вопросам Садии Умара Фарука заявил, что было захоронено более 200 тел, это подтвердили местные жители. Среди жертв был Гамбо Абаре, лидер групп бдительности по борьбе с бандитизмом.

## Последствия
Более 10 000 человек стали перемещёнными лицами, пять населенных пунктов сгорели дотла. Многие люди числятся пропавшими без вести. Около 2 000 голов крупного рогатого скота было украдено бандитами. Нигерийские власти прибыли в районы, чтобы помочь организовать массовые захоронения. Продолжаются миссии по оказанию чрезвычайной помощи.
Нигерийское правительство и местная полиция начали розыск бандитов, причастным к нападениям с использованием военной авиации.
Нападения бандитов не прекратились, 10 января бандиты ворвались в деревню Замфаран Яр Кука, похитив двенадцать человек, в том числе деревенского старосту, его жену и брата, а также двух шахтёров из Буркина-Фасо. На следующий день бандиты совершили налет на Кадаури в Мару, похитив шесть женщин. Во вторник, 11 января, бандиты убили 51 гражданское лицо из штатов Плато и Нигер.
12 января губернатор Замфары Белло Матавалле объявил, что отсутствие необходимых сил защиты стало угрозой в штате и на северо-западе Нигерии в целом, и призвал правительство продолжить борьбу с бандитами.